# Isaac Babbitt
Isaac Babbitt (* 26. Juli 1799 in Taunton, Massachusetts; † 26. Mai 1862 in Somerville, Massachusetts) war ein US-amerikanischer Goldschmied.

## Leben
1824 stellte Babbitt das erste Britanniametall her, um mit Importen konkurrieren zu können. 1834 ging er nach Boston und wurde Betriebschef der South Boston Iron Company. Dort stellte er die erste Messingkanone in den USA her. 1839 erfand Babbitt das als Babbitt-Metall bekannte Lagermetall. Für diese Erfindung gewährte ihm der US-Kongress 20.000 $. Die Erfindung wurde 1839 in den USA, 1844 im Vereinigten Königreich und 1847 in Russland patentiert. Babbitt machte sich selbständig und produzierte sein Babbit-Metall sowie Seife.